# Минойская цивилизация
Минойская цивилизация — одна из основных эгейских цивилизаций бронзового века, существовавшая на Крите в 2700—1400 годы до н. э. Основными очагами культуры и цивилизации были так называемые дворцы — сложные экономико-политические комплексы, крупнейшие из которых существовали в Кноссе, Фесте, Закросе и Тилиссе. Культура названа в честь мифического царя Крита Миноса — владельца лабиринта, построенного, по легенде, Дедалом. Минойскую цивилизацию открыл в последние годы XIX века британский археолог Артур Эванс.
Минойцы вели активную морскую торговлю (остров располагался на пересечении главных морских торговых путей), занимались пиратством, поддерживали дружественные отношения с Древним Египтом. Ни один из дворцов не имел укреплений; очевидно, жители острова чувствовали себя в полной безопасности.
В среднеминойский период влияние культуры распространилось на материковую Грецию, и в этот же период кикладская культура была ассимилирована минойцами. Вторжение на Крит греков-ахейцев привело не к упадку культуры, а к новому этапу в её развитии — возникновению смешанной крито-микенской культуры, влияние которой распространялось на материковую Грецию, Крит, острова Эгейского моря и ряд территорий восточного Средиземноморья. Коренные критяне продолжали играть, по крайней мере, важную культурную роль в микенской Греции. После дорийского вторжения минойская культура полностью исчезла, а коренное население Крита было ассимилировано греками не позднее IV—III веков до н. э.

## История открытия и изучения

### Ранний период изучения
В начале XIX века исторические сведения о минойском Крите собрал и проанализировал Роберт Пэшли. Поскольку Крит в те годы принадлежал Турции, у Пэшли не было возможности провести раскопки, однако ему удалось установить точное местонахождение полиса Кидония.
Впервые раскопки Кносского дворца начал в 1878 году критский собиратель древностей Минос Калокеринос, однако раскопки были прерваны турецким правительством. Генрих Шлиман, наслышанный о древностях острова, также хотел провести там раскопки, однако чрезмерная цена, назначенная на участок с древностями, помешала ему сделать это.
Официальной датой открытия культуры считается 16 марта 1900 года, когда английский археолог Артур Эванс начал проводить раскопки Кносского дворца.
В 1900—1921 годы проводились интенсивные раскопки Крита, на материалах которых ещё длительное время основывались представления историков о минойской цивилизации. Раскопками руководили Федерико Хальберр, Луиджи Пернье, Джон Пендлбери и ряд других археологов.

### После дешифровки критского письма
Существенный прорыв в изучении минойской цивилизации произошёл после того, как в 1950-е годы Майкл Вентрис при участии Джона Чедвика дешифровал позднейший вариант критского письма — линейное письмо Б. В результате были получены сведения о позднейшем периоде минойской цивилизации — микенской цивилизации, в которой доминирующую роль играли греки-ахейцы, однако культурная роль минойцев всё ещё была сильной.
До настоящего времени остаётся спорным вопрос о том, с какого времени ахейцы и пеласги заняли доминирующее положение в минойской цивилизации; и легендарная традиция, и археологические свидетельства указывают на то, что это произошло ещё на Крите, до перемещения центра власти в Микены. У. Риджуэй оспаривал корректность созданного Эвансом термина «минойская цивилизация», указывая, что легендарный царь Минос был не «минойцем», а пришельцем с материковой Греции; у точки зрения Риджуэя есть и современные сторонники.

### Современный этап
- Луиза Хичкок[уточнить]
- Кшиштоф Новицкий[уточнить]

## Хронология
Хронологию минойской цивилизации предложил А. Эванс в начале XX века, разделивший минойскую историю на ранне-, средне- и позднеминойский периоды (последний в основном совпадает с существованием микенской цивилизации). Альтернативное членение минойской истории на дворцовые периоды предложил греческий археолог Н. Платон.
Хронологическая привязка, предложенная Эвансом, со временем была уточнена в сторону удревнения для ряда периодов благодаря находке ряда минойских предметов в культурных слоях других цивилизаций, например Древнего Египта.
| 3650—3000 до н. э. | PMI                 | Додворцовый период                                                       |
| 2900—2300 до н. э. | PMII                | Додворцовый период                                                       |
| 2300—2160 до н. э. | PMIII               | Додворцовый период                                                       |
| 2160—1900 до н. э. | CMIA                | Додворцовый период                                                       |
| 1900—1800 до н. э. | CMIB                | Раннедворцовый период (Протодворцовый период)                            |
| 1800—1700 до н. э. | CMII                | Раннедворцовый период (Протодворцовый период)                            |
| 1700—1640 до н. э. | CMIIIA              | Новодворцовый период (Новый дворцовый период)                            |
| 1640—1600 до н. э. | CMIIIB              | Новодворцовый период (Новый дворцовый период)                            |
| 1600—1480 до н. э. | ПMIA                | Новодворцовый период (Новый дворцовый период)                            |
| 1480—1425 до н. э. | ПMIB                | Новодворцовый период (Новый дворцовый период)                            |
| 1425—1390 до н. э. | ПMII                | Последворцовый период (В Кноссе до 1350 г. — Финальный дворцовый период) |
| 1390—1370 до н. э. | ПMIIIA1             | Последворцовый период (В Кноссе до 1350 г. — Финальный дворцовый период) |
| 1370—1340 до н. э. | ПMIIIA2             | Последворцовый период (В Кноссе до 1350 г. — Финальный дворцовый период) |
| 1340—1190 до н. э. | ПMIIIB              | Последворцовый период (В Кноссе до 1350 г. — Финальный дворцовый период) |
| 1190—1170 до н. э. | ПMIIIC              | Последворцовый период (В Кноссе до 1350 г. — Финальный дворцовый период) |
| 1100 до н. э.      | Субминойский период |                                                                          |

### Раннеминойский период (до бронзового века, 3650—2160 гг. до н. э.)
Вплоть до неолита на Крите отсутствуют следы людей.
Уже в период раннего неолита на Крите возникают высеченные в скалах жилища, позднее использовавшиеся как гробницы. Особенно много таких скальных жилищ сохранилось рядом с поселением Матала.

### Финальный додворцовый период (ранний бронзовый век, 2160—1900 гг. до н. э.)
На этом этапе возникает «арханесское письмо» — наиболее ранний вариант критских иероглифов. В то же время — пока что независимо от письма — возникает традиция штампования печатей на глине. Хотя традиция имела изначально ближневосточное происхождение, она могла прийти на Крит из материковой Греции, где к тому времени уже была известна.

### Раннедворцовый период (1900—1700 гг. до н. э.)
Охватывает центральную и восточную часть острова, тогда как западная сохраняет архаичные традиции. На севере острова (Арханес) возникают критские иероглифы, которые постепенно распространяются на юг и восток.

### Новодворцовый период (1700—1425 гг. до н. э.)
В 1700 г. на острове происходят, по-видимому, внутренние беспорядки, которые приводят к разрушению старых и возведению новых дворцов. На юге острова (Фест) возникает линейное письмо А, но лишь столетие или полтораста лет спустя оно вытесняет критские иероглифы, продолжавшие существовать на севере и востоке. Линейное письмо А также распространяется на северо-запад острова, не затронутый раннедворцовой культурой. После исчезновения иероглифов резные печати не исчезают, однако с этого времени на них отсутствуют тексты, в то время как иконография становится весьма сложной и вычурной.
Минойская цивилизация сильно пострадала в результате природной катастрофы — вулканического взрыва (между 1628 и 1500 г. до н. э.) на острове Фира (Санторини), породившего сильнейшее землетрясение и катастрофическое цунами. Это извержение вулкана, возможно, послужило основой мифа о гибели Атлантиды.
Ранее предполагалось, что извержение вулкана уничтожило минойскую цивилизацию, однако археологические раскопки на Крите показали, что минойская цивилизация существовала ещё по крайней мере около 100 лет после извержения (обнаружен слой вулканического пепла под сооружениями минойской культуры).
Центральная власть на Крите, по-видимому, в этот период отсутствует, каждый из городов является самостоятельным политическим центром. Косвенным свидетельством в пользу этого является то обстоятельство, что египетские источники, сообщая о «кефтиу» (критянах), не упоминают правителей острова, в отличие от других регионов.

### Финальный дворцовый период (1425—1350 гг. до н. э.)
До настоящего времени неизвестна точная причина пожаров, уничтоживших окончательно минойские дворцы около 1450 г. до н. э. Большинство из них так и не возродилось, однако Кносс продолжает функционировать. Предполагается, что к этому времени относится утверждение власти ахейцев. Среди некоренных жителей Крита Гомер упоминает также пеласгов, однако неясно, прибыли ли они вместе с ахейцами или же ранее.
В это же время в материальной культуре Крита наблюдаются коренные изменения, в том числе в практике захоронений. Новые элементы происходят из материковой Греции.
Вместе с разрушением дворцов исчезает линейное письмо А. Большинство памятников этого письма сохранилось благодаря пожарам, уничтожившим дворцы, но одновременно закалившим глиняные таблички. Под властью ахейцев возникает линейное письмо Б.
В то же время на Крите появляются явные следы централизации власти в Кноссе, а исчезновение письма в других городах свидетельствует о подавлении конкурирующих центров власти.
Согласно греческой мифологии, Минос, по имени которого археологи назвали цивилизацию, был не минойцем, а греком. При нём началось переселение на Крит из материковой Греции греков и пеласгов. Археологически это подтверждается тем, что в центральной части Крита минойскую культуру сменяет микенская, которая в то же время заимствует минойские достижения (включая письмо) и распространяет их в материковой Греции.

### Постдворцовый период (1450, в Кноссе 1350—1190 гг. до н. э.)
Первоначально, согласно греческой мифологии, Кносс был политическим центром ахейской федерации, однако позднее политический центр перемещается в Микены. На острове и на материке утверждается микенская культура, объединившая в себе минойские и греческие элементы.

### Постминойский, или субминойский период (после 1170 г. до н. э.)
В XII веке до н. э., вскоре после Троянской войны, в результате внутреннего кризиса микенская культура была уничтожена. В ходе масштабных войн и миграций греческих племён на Крит переселились дорийцы, которым ранее было принято приписывать уничтожение Микенской цивилизации.
Бронзовый коллапс привёл к резкому культурному упадку, из употребления вышло критское письмо.
Автохтонные минойцы скрылись от набегов с моря в высокогорных поселениях, таких как Карфи. Тем не менее этеокритский язык (язык автохтонных критян), как и минойские культы, продолжал существовать ещё длительное время. Последние памятники этеокритского языка, записанные греческим алфавитом, относятся к III в. до н. э. (тысячелетие спустя после исчезновения Минойской цивилизации). После «тёмных веков» минойцы постепенно ассимилируются греками.

## Происхождение и внешние связи

### Анатолийское происхождение минойской культуры
Раннеминойская культура не является прямым потомком неолитической культуры Крита, но привнесена с востока через Анатолию. Аналоги в Месопотамии имеют раннеминойская одежда, архитектура, резные печати, культовые образы и многие другие особенности минойской культуры.
Характерные для минойской культуры культовые изображения быка и богини-«оранты» (с поднятыми руками) встречаются на востоке Анатолии уже в эпоху керамического неолита. В IV тыс. до н. э. в Арслантепе появляются цилиндрические печати, позднее широко распространённые у минойцев, а в III тыс. до н. э. в Бейджесултане сооружают дворец, особенности архитектуры которого напоминают более поздние минойские дворцы.
Согласно одной из гипотез, носители минойской культуры являются потомками халафской культуры, продолжавшей традиции неолитических протогородов Анатолии, которые под натиском предков шумеров (убайдской культуры) мигрировали на Запад и позднее переселились на Крит. От халафской культуры унаследованы такие характерные элементы минойской культуры, как культовый топорик-лабрис или стеатитовые печати. За рамками данной гипотезы остаётся вопрос о возникновении у минойцев мореплавательных традиций, отсутствовавших у халафской культуры. Также прослеживается влияние соседней с халафской культуры Фикиртепе (культ богини-«оранты», орнамент, конструкция жилых зданий).

### Влияние материковой Греции (пеласгов)
С другой стороны, на минойскую культуру оказала влияние культура материковой Греции («пеласгов»). Гомер упоминает пеласгов как народ, населявший Крит наряду с собственно критянами. Орнаменты минойской вазописи имеют гораздо большее сходство с орнаментами керамики материковой Греции (в частности, культуры Винча), чем с довольно бедным орнаментом убайдской культуры. Кроме того, в названиях населённых пунктов древнего Крита встречаются характерные для материковой Греции суффиксы -ss-, -nth- и др.

### Морские контакты
В древнейший период (конец 3 тыс. до н. э.) минойцы, по-видимому, поддерживали контакты с культурой Оциери на Сардинии. Античная традиция считала жителей Сардинии выходцами с Крита, что, однако, даёт историкам мало информации, поскольку на Сардинии сменилось несколько различных по происхождению культур.
По свидетельству Гомера, помимо собственно минойцев (автохтонных критян, этеокритян), на Крите проживали также пеласги (согласно Геродоту и др., прибывшие из Малой Азии или Греции), а также кидоны (малочисленный народ, возможно, родственный минойцам — от них происходит название города Кидония). Ещё в первой половине XX в. многие известные исследователи Крита, несмотря на столь ясное указание, путали пеласгов с собственно критянами. Позднее на остров проникли ахейцы (греки).
Принадлежность минойского (этеокритского) языка не установлена. Частичная дешифровка критского письма позволила выявить некоторые морфологические показатели (язык, по-видимому, не является ни индоевропейским, ни родственным этрусскому). Не поддаётся расшифровке Фестский диск, а также всё, что написано линейным письмом «А».
Древний Египет в течение многих лет был союзником Крита. Напротив, контакты Крита с соперниками Египта (цивилизации Междуречья, Хеттское царство) не засвидетельствованы.
Часть минойцев переселилась на Кипр и Угарит, где были основаны их колонии. Позднее минойцы на Кипре были подчинены тевкрами (один из «народов моря»), а в Угарите ассимилированы семитами.
В хетто-лувийских надписях Малой Азии Крит не упоминается; по-видимому, Крит контактировал не с хеттами, а с малыми государствами, расположенными вдоль западного побережья Анатолии. Надписи предположительно критского происхождения обнаружены в Трое. Критяне колонизировали ряд островов Эгейского моря (в частности, Киклады), однако их экспансия, вероятно, столкнулась с соперничеством пеласгов.
Контакты с материковой Грецией, по-видимому, были незначительными и сложились уже после захвата Крита ахейцами.

## Государство
Минойская цивилизация представляла собой государство. Наличие единого правителя (царя или царицы) не доказано, что резко выделяет его среди других средиземноморских государств бронзового века.
Минойцы вели торговлю с Древним Египтом, вывозили медь с Кипра. Для архитектуры характерны переосмысленные египетские заимствования (например, использование колонн). Армия минойцев была вооружена пращами и луками. Характерным вооружением у минойцев был также двухсторонний топор лабрис.
Как и у других народов Старой Европы, у минойцев был распространён культ быка (см. таврокатапсия).
Минойцы плавили бронзу, производили керамику и строили многоэтажные, до пяти этажей, дворцовые комплексы с середины XX века до н. э. (Кносс, Фест, Маллия).
Данные археологии говорят о том, что в минойской религии (и в других сферах жизни) главенствующие роли играли женщины, в частности почиталась Богиня со змеями.

## Религия
О религиозных верованиях и практиках минойцев можно судить только по вещественным и изобразительным источникам, поскольку письменность не расшифрована. Фрагментарные сведения о религии можно подчерпнуть из: фресок, скульптур и фигурок, печатей, ритуальных и вотивных предметов (например, сосудов, оружия) и так далее.
Храм в религиозной традиции минойцев отсутствовал. Религиозные обряды совершались на природе или во дворце. Однако встречается трактовка, что дворец и был храмовым комплексом по своему основному назначению.
Среди наиболее часто встречающихся в минойском искусстве образов можно выделить быка, змею и лабрис. Известно, что на Крите был силён культ некоего женского божества. Богиня изображается в виде молодой женщины, рядом поклоняющиеся ей мужчины или фантастические существа, именуемые «гениями». Минойские гении выглядят как чудовища со звериными мордами (похожими на лошадиные, кошачьи, собачьи, крокодильи) и трёхпалыми лапами. Как правило, они присутствуют рядом с изображением божества, как мужского, так и женского. Согласно одной из гипотез (М. Гимбутас), бык представлял собой олицетворение мужской силы, царица — женское божество наподобие великой богини.
Без поясняющих записей сложно различать изображения божеств, царей или жрецов, так как жрецы и жрицы во время проведения ритуалов могли уподобляться божествам, которым служат, а функции царя и жреца могли быть соединены в одном человеке, как часто бывало в обществах Древнего мира. Так, очень распространённый минойский тип статуэток — женщина, держащая в руках змей — может интерпретироваться как изображении «богини змей» либо жрицы.

## Этнокультурная принадлежность

### Палеогенетика
По данным генетиков, заселение Крита представителями минойской культуры по мужской линии связано с носителями Y-хромосомной гаплогруппы J2, максимальная концентрация которой в настоящее время наблюдается на Крите. Второй по распространению гаплогруппой в Минойской цивилизации была J1. Её носители пришли с западных берегов Малой Азии, откуда переселились на Крит в середине 3 тыс. до н. э.
По исследованиям мтДНК, предки минойцев по женской линии имеют не североафриканское (как традиционно считалось), а европейское происхождение и прибыли на Крит около 9000 лет назад из материковой Греции (Пелопоннес). Наибольший процент общих вариаций митохондриальной ДНК минойской эпохи был обнаружен в неолитических популяциях из Южной Европы. В настоящее время наследуемая по материнской линии мтДНК минойцев обнаруживается у современных критских греков, особенно на плато Лассити в восточной части острова. Минойские образцы выявили 21 различную вариацию митохондриальной ДНК, шесть из которых были уникальными для минойцев. Ни один из минойцев не имел вариаций митохондриальной ДНК, характерных для африканских популяций. При этом большинство минойцев были отнесены к митохондриальным гаплогруппам H (43,2 %), T (18,9 %), K (16,2 %) и I (8,1 %).
В 2017 году опубликованы Y-хромосомные гаплогруппы J2a1 (n=3) и G2a2b2 (n=1) и митохондриальные гаплогруппы U, H, X, K.
У минойского образца Pta08 эпохи ранней бронзы (Петрас, Early Minoan, 2849—2621 лет до н. э.) определили Y-хромосомную гаплогруппу G2-P287>G2-L156/Y238 и митохондриальную гаплогруппу H. Судя по данным генотипа, у Pta08 были, скорее всего, карие глаза, тёмно-каштановые до чёрных волосы и тёмная кожа.

## Фильмография
- «Древний Апокалипсис: Загадка Минойцев» (англ. Ancient Apocalypse: Mystery ot the Minoans) — научно-популярный фильм, снятый в 2001 г.
- «Атлантида: Конец мира, рождение легенды» (англ. Atlantis: End of a World, Birth of a Legend) — Документальный фильм, снятый в 2011 г.